# Johann Georg Raber
Johann Georg Raber (* 1764 in Wien; † 1830 in München) war ein deutscher Maler und Kupferstecher, der vornehmlich als Reproduktionsstecher tätig war.

## Leben
Raber erlernte das Posamentiererhandwerk (Herstellung von Borten-, Fransen- und Quastenschmuck) in Wien und war seit 1799 Bortenwirkermeister in München tätig. In München erfolgte eine berufliche Umorientierung und die Aufnahme von Zeichenunterricht, anschließend erhielt er Unterricht bei Johann Gotthard Müller in Stuttgart. Es folgte eine Reise nach Dresden und Berlin. Zwischen 1804 und 1810 hielt sich Raber mit einer Pension von Maximilian I. von Bayern in Paris auf, wo er bei Auguste Gaspard Louis Desnoyers studierte. Nach 1810 war er in München tätig.